# Palmarianisch-katholische Kirche
Die palmarianisch-katholische Kirche, auch heilige, katholische und apostolische palmarianische Kirche, vollständige spanische Bezeichnung Iglesia Cristiana Palmariana de los Carmelitas de la Santa Faz („Christliche palmarianische Kirche der Karmeliten von la Santa Faz“), ist eine von Clemente Domínguez y Gómez gegründete Gemeinschaft, die sich – nach der als Verfall angesehenen Entwicklung der römisch-katholischen Kirche seit dem Zweiten Vatikanischen Konzil – als einzig verbliebener Rest der wahren katholischen Kirche betrachtet und einen eigenen Papst ernennt. Von der römisch-katholischen Kirche wird sie als schismatisch und häretisch angesehen, von spanischen Medien wird sie als Sekte bezeichnet. Gegenwärtiges Oberhaupt („Papst“) der palmarianisch-katholischen Kirche ist seit 2016 Joseph Odermatt (Petrus III.).

## Geschichte

### Die Marienerscheinungen von Palmar de Troya
Die palmarianisch-katholische Kirche beruft sich auf eine Marienerscheinung des Jahres 1968 im südspanischen Palmar de Troya (bei Sevilla). Dort sei mehreren Kindern die Jungfrau Maria erschienen. 1969 besuchte Clemente Domínguez y Gómez den Ort der Erscheinung, wo er eine göttliche Vision gehabt habe. Ab 1970 geschahen nach seinen Angaben an ihm verschiedene Wunder und Stigmatisationen. Diese wurden allerdings bei näheren Untersuchungen sehr in Zweifel gezogen, da das dabei vergossene Blut nicht mit der Blutgruppe von Clemente Domínguez übereinstimmte. Wichtiger Punkt in den Botschaften der Erscheinung war die Vision, Paul VI. sei von einer Kardinalsverschwörung eingesperrt und unter Einfluss von Drogen gehalten worden.

### Bis zur Gründung der palmarianisch-katholischen Kirche
1970 gründete Clemente Domínguez y Gómez den Orden der Karmeliten vom Heiligen Antlitz. 1975 wurde Domínguez (gemeinsam mit anderen seiner Anhänger) vom emeritierten Erzbischof von Huế (Vietnam) und damaligen Titularerzbischof von Bulla Regia, Pierre Martin Ngô Đình Thục, zum Priester geweiht. Bereits zehn Tage später erfolgte 1976 seine Konsekration zum Bischof, gemeinsam mit Manuel Corral (seinem Nachfolger) und drei älteren Priestern, Camilo Estevez Puga de Maside (Diözesanpriester aus Spanien; mittlerweile verstorben), Michael Thomas Donelly (Diözesanpriester aus Irland; aus der palmarianisch-katholischen Kirche ausgetreten, mit dem Heiligen Stuhl versöhnt und verstorben) und Francis Bernard Sandler (Benediktiner aus den Vereinigten Staaten). Sämtliche in der Folge in der palmarianisch-katholischen Kirche erteilten Priester- und Bischofsweihen leiten sich von dieser Bischofskonsekration durch Erzbischof Ngô Đình Thục ab (Apostolische Sukzession).
1976 erblindete Clemente infolge eines Autounfalls und nannte sich – nach seinen Angaben damit einer Eingebung Marias folgend – nunmehr „Bischof Fernando“. Papst Paul VI. exkommunizierte nach den Bischofsweihen 1976 Erzbischof Ngô Đình Thục und die fünf von ihm geweihten Männer. Ngô Đình Thục kam schon kurz nach den Weihen zur Schlussfolgerung, „einen großen Fehler“ gemacht zu haben, obwohl in gutem Glauben. Er kam zu der Ansicht, dass die Erscheinungen doch nicht echt gewesen seien. Er bat um Vergebung und empfing die Lossprechung sowie die Aufhebung der Exkommunikation und der kirchlichen Strafen.

## Päpste der Palmarianisch-katholischen Kirche

### Gregor XVII.
Als Papst Paul VI. am 6. August 1978 starb, ließ sich Bischof Fernando von seinen Kardinälen aufgrund einer neuen Vision zum Papst krönen und nahm den Namen Gregor XVII. an. Er bezeichnete sich als das neue Haupt der Kirche, als „Pontifex von Palmar de Troya, Patriarch von Palmar de Troya und des Westens“. Den Heiligen Stuhl habe Gott von Rom nach Palmar verlegt.
Clemente Domínguez setzte seine schon 1969 begonnene Polemik gegen die Hierarchie der römisch-katholischen Kirche, die er als dem Modernismus, dem Satan, der Freimaurerei und dem Kommunismus verfallen betrachtete, nach seiner Inthronisation als Gegenpapst fort. Nach Clemente Domínguez hörte die göttliche Rechtleitung der Päpste von der Stadt Rom aus mit dem Tode von Papst Paul VI. (1963–1978) zu bestehen auf. Die palmarianische Kirche behauptet, Papst Paul VI. sei während seines Pontifikats von einer vatikanischen Verschwörergruppe unter Drogen gesetzt und so seiner effektiven Herrschaftsausübung beraubt worden. Paul VI. wird somit von der palmarianisch-katholischen Kirche als Märtyrer und Heiliger verehrt, da er „Opfer böser Kräfte“ gewesen sei.
Von der römisch-katholischen Kirche wurden Clemente Domínguez (Gegenpapst Gregor XVII.) und die von ihm geweihten Priester, Bischöfe und Kardinäle 1983 nochmals exkommuniziert. Am 22. März 2005 starb Clemente Domínguez völlig überraschend während einer von ihm zelebrierten Messe. Seine Anhänger sehen dadurch seine seinerzeitige, in der Folge mehrfach wiederholte Prophezeiung, er werde „auf Calvaria“ sterben (was bis dahin auf eine apokalyptisch motivierte Rückkehr des palmarianischen Gegenpapstes ins Heilige Land gedeutet wurde), als erfüllt an.
Unter Clemente kam es zu einer Neubearbeitung der Bibel nach palmarianischem Duktus. Diese sogenannte „blaue Bibel“ (oder „blaues Buch“) war Anlass zu einer größeren Spaltung. Wer nicht bereit war, seine Bibel zu verbrennen oder zu vernichten, wurde mit der Exkommunikation bedroht, die auch oft ausgesprochen wurde. Aus dieser Krise entstand die Dissidentenbewegung um den Ort Archidona, dessen Einwohner sozusagen die palmarianischen Sedisvakantisten bilden. Mit der Herausgabe der palmarianischen Bibel sei Clemente in die Häresie gefallen, und deswegen dürfe man ihm und seinen Nachfolgern so lange nicht folgen, bis dieser Schritt rückgängig gemacht werde. Anscheinend haben sich mehrere Messzentren, auch im deutschen Raum, nach diesem Schritt von der palmarianischen Kirche gelöst.

### Petrus II.
Nach dem Tod von Gregor XVII. (Clemente Domínguez) trat sein (von ihm designierter) Nachfolger, der bisherige „Kardinalstaatssekretär“ der palmarianisch-katholischen Kirche, Manuel Corral (genannt „Kardinal Isidor Maria“), der den Papstnamen Pedro II. (Petrus II.) annahm, an die Spitze der Gemeinschaft. Nach dem Amtsantritt Petrus II. kam es zu der Aufforderung, alle Schriften Gregors XVII. zu vernichten, um frei zu werden für die neuen Enzykliken und Lehren. Relativ rasch wurden die ohnehin schon rigiden Bestimmungen zum Umgang mit Nichtpalmarianern verschärft. Es war Palmarianern nun nicht mehr erlaubt, mit Nichtpalmarianern zu reden. Dies hatte zum Teil katastrophale Auswirkungen auf Familien. Petrus II. starb am 15. Juli 2011.

### Gregor XVIII.
Nachfolger von Petrus II. wurde Jesús Ginés Hernández, der sich Padre Sergio María nannte, ein ehemaliger Seminarist und ehemaliger Soldat aus Mula (Murcia), als Gregor XVIII. Am 22. April 2016 verließ er den palmarianischen Papat und lebte mit einer Gefährtin zusammen. Im Mai 2016 erklärte er über die palmarianische Kirche: „Desde el principio fue todo un montaje“ („Von Anfang an war alles eine Täuschung“).

### Petrus III.

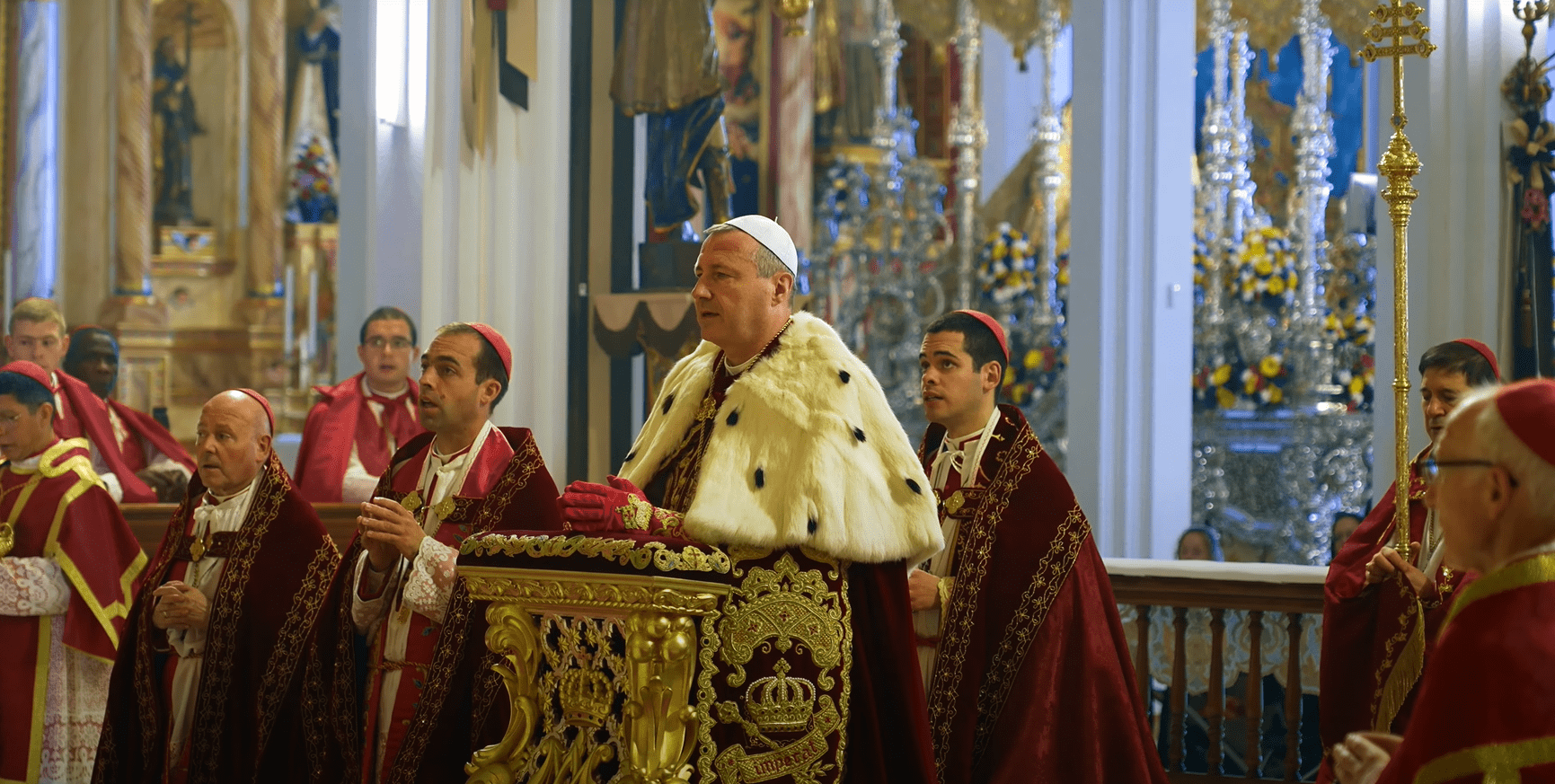
Pontifikalmesse mit Papst Petrus III. (2022)

Am 23. April 2016 wurde als Nachfolger der Schweizer Joseph Odermatt gewählt, der sich als Geistlicher Padre Eliseo Maria nannte, und davor „Staatssekretär“ des abgedankten „Papstes“ war. Er nahm den Namen Pedro III. (Petrus III.) an.

## Lehre
Die palmarianische Kirche verfolgte zunächst einen vorkonziliaren Kurs in Sachen überlieferte lateinische Liturgie und Theologie, der später jedoch manche radikale Änderungen durch das „heilige und große Konzil von Palmar“ erfuhr. Sie führte zunächst die tridentinische Messfeier wieder ein, unter Zurückweisung der nach dem Zweiten Vatikanischen Konzil (1962–1965) erfolgten Liturgiereform (1969). Nichtsdestoweniger wurde ein Verharren im sogenannten „tridentinischen Ritus“ abgelehnt und ein – dieser Messform allerdings teilweise entlehnter – eigener, neuer Messritus geschaffen, in dem mehrere mystische sowie moderne Elemente enthalten sind. Eingeweihte sagen, dass nur ein Bruchteil der heiligen Messe übriggeblieben sei, fast nur bestehend aus den Wandlungsworten.
Einige wichtige Unterschiede zur katholischen Lehre sind:
- Maria sei in einen gottgleichen Rang erhoben worden
- Maria habe ein Priestertum inne, das unter dem Priestertum Christi stehe, aber höher als das Amtspriestertum sei
- in den eucharistischen Gestalten sei neben Jesus Christus auch Maria, und zwar in kniender Gestalt, gegenwärtig
- in der Priesterweihe vermähle sich der Priester mit Maria
- neben Maria gebe es auch noch andere Wesen, die ohne den Makel der Erbsünde geboren worden seien und auf einem „Planeten Maria“ wohnten
- es werde nicht nur ein Antichrist erwartet, sondern auch eine „Antimaria“.

Mittelpunkt der Lehre der palmarianischen Kirche bildet die Gottesmutter Maria. Nach Lehre der palmarianischen Kirche ist sie die Spenderin aller Gnaden, Miterlöserin und Königin des Himmels und der Erde. In der Eucharistie sei nach einem palmarianischen Dogma auch sie mit Leib und Blut gegenwärtig. Diese Gedanken seien nach den Anhängern der palmarianischen Kirche vielfach den Privatoffenbarungen an die Ehrwürdige Dienerin Gottes María von Ágreda entnommen bzw. aus diesen weiterentwickelt. Der schon 1673 in Rom eingeleitete Seligsprechungsprozess der spanischen Äbtissin ist in der römisch-katholischen Kirche noch nicht abgeschlossen, von der palmarianisch-katholischen Kirche wird Maria von Ágreda jedoch als Heilige und sogar als Kirchenlehrerin verehrt. Auch der hl. Josef gilt als Miterlöser; er wurde nach der Lehre der palmarianischen Kirche beim Tode Jesu Christi auferweckt und mit Leib und Seele in den Himmel aufgenommen. Die palmarianische Kirche erwartete die Wiederkunft Christi, der ein interplanetarischer Krieg vorausgehe, vor dem Jahr 2015.
In der palmarianisch-katholischen Kirche sollen Frauen keine Hosen tragen, was mit einer Stelle im Buch Deuteronomium (Dtn 22,5 ) begründet wird, die nach mancher Auslegung Frauen das Tragen von „Männergewand“ verbiete. Ebenso wird daraus abgeleitet, dass Männer keine langen Haare tragen sollen. Seit dem Jahre 2021 haben Mitglieder in Deutschland vergeblich unter Berufung auf die Regeln der Gemeinschaft versucht, die Befreiung ihrer Kinder vom Schwimmunterricht gerichtlich zu erzwingen.
Nach den Bekleidungsvorschriften der Palmarianer ist (unter anderem) eng anliegende Kleidung für Männer und Frauen verboten. Frauen und Mädchen müssen zudem lange Röcke und Strümpfe beziehungsweise Socken tragen. Diese Bekleidungsvorschriften wären aus Sicht der Kläger auch dann verletzt, wenn ihre Tochter im Schwimmunterricht zum Beispiel einen Burkini (Ganzkörperbadeanzug) und Schwimmsocken trüge.

## Organisation

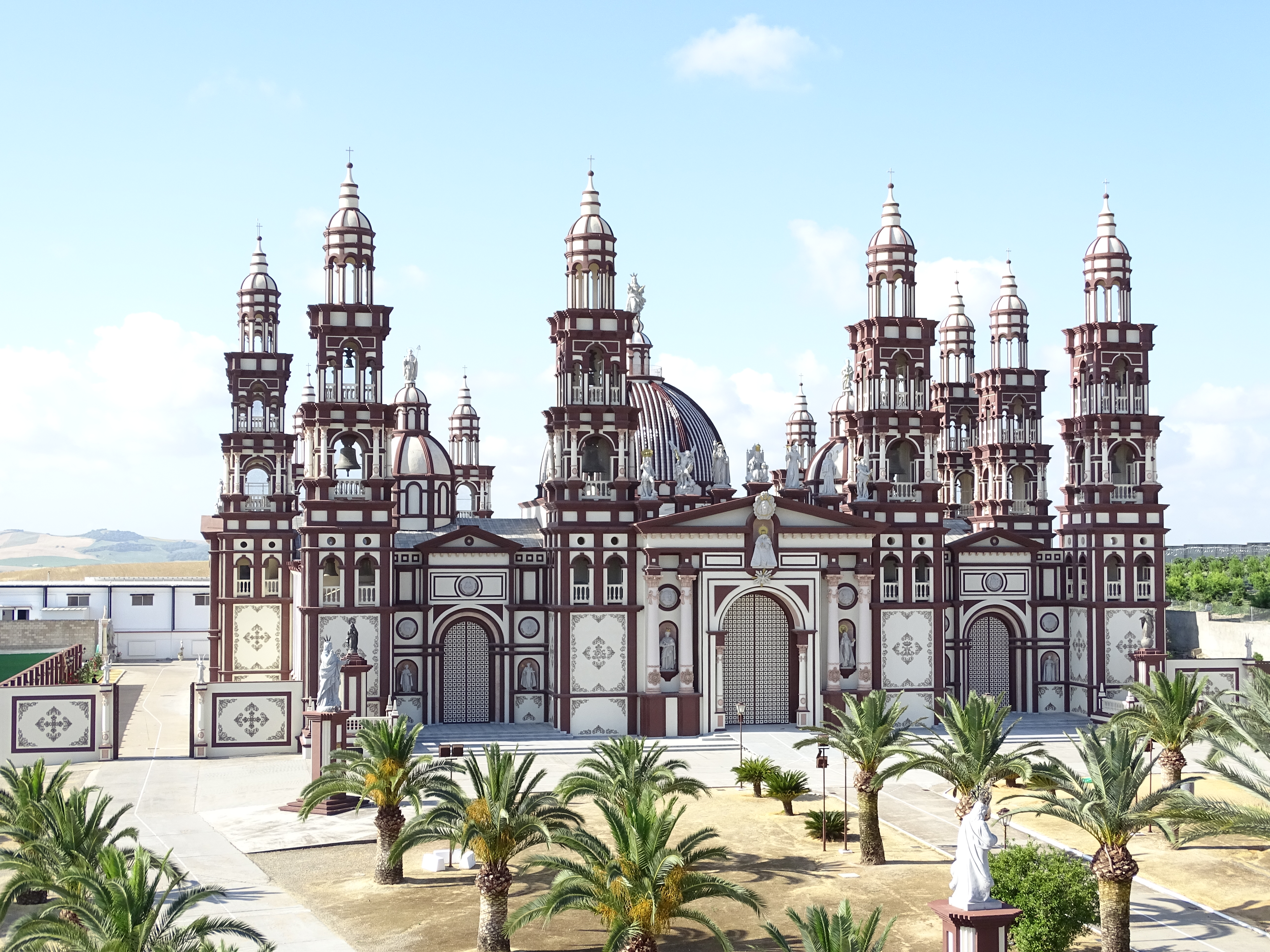
Kathedrale von Palmar

Ihren Sitz hat die Kirche in Palmar de Troya. Von hier aus erfolgte der Aufbau einer Diözesanstruktur auf internationaler Ebene. Die Kirche hat nach eigenen Schätzungen weltweit etwa 10.000 Mitglieder. Zentren besitzt die Kirche auch in Deutschland, Österreich und in der Schweiz. Auch in Kolumbien, wo sich Clemente Domínguez y Gómez zum „Papst“ ausrufen ließ, bestehen Gemeinden. Dem engeren inneren Kreis gehören mehrere Brüder, Schwestern und etwa sechzig Priester an.
Die Kathedral-Basilika Unserer Gekrönten Mutter von Palmar des palmarianischen Papstes wurde 2014 fertiggestellt. Die Baukosten wurden offiziell mit 100 Millionen Euro beziffert.

## Heiligsprechungen
Naturgemäß sieht die palmarianische Kirche alle Heiligsprechungen, die die Päpste nach Paul VI. vornahmen, nicht als kanonisch an. Hingegen erkannte sie das Prädikat heilig selbst Personen zu, die auch die politische Affinität der Gemeinschaft erkennen lassen, unter anderen:
- Francisco Franco[18] Vor der Kathedrale der palmarianischen Kirche in El Palmar de Troya befindet sich eine Statue Francos mit einem Heiligenschein.[19]
- Luis Carrero Blanco
- dreihunderttausend „Märtyrern“ des Spanischen Bürgerkriegs[20]
- José Calvo Sotelo
- Christoph Kolumbus
- Pierre Martin Ngô Đình Thục

und anderen mehr. Das von einigen Zeitschriften verbreitete Gerücht, auch Adolf Hitler und Eva Perón gehörten zu den Heiliggesprochenen, ist nicht zutreffend. Autoren, die der palmarianischen Kirche angehören oder angehörten, widersprachen vehement. Auch sprach die palmarianische Kirche Exkommunikationen aus, unter anderen wurden das spanische Königshaus, alle Kommunisten und alle, die das Musical Jesus Christ Superstar gesehen haben, exkommuniziert.

## Abspaltungen
Von der palmarianisch-katholischen Kirche haben sich – unter anderem wegen Differenzen der Lehre – mehrere Gruppen abgespalten: In Deutschland eine Erzbruderschaft St. Michael in München (nicht mit der 1931 gegründeten evangelischen Michaelsbruderschaft oder der Kirche St. Michael zu verwechseln) und die sogenannte Erzdiözese Konstanz. In Spanien existiert eine Dissidentenbewegung in Málaga.

## Ähnliche Gruppierungen
Eine vergleichbare Gruppierung ist die sogenannte True Catholic Church. Wie die palmarianisch-katholische Kirche vertritt auch sie die These des Sedisvakantismus. Im Unterschied zu dieser sieht jene jedoch schon Papst Pius XII. als den letzten legitimen Papst an. Erwähnt werden sollten ferner die Apostel der unendlichen Liebe, deren Gründer Jean Gaston Tremblay sich ebenfalls als „Papst Gregor XVII.“ bezeichnete.

## Vorwürfe
Das frühere Mitglied der palmarianisch-katholischen Kirche, John Sheehan, wirft der Glaubensgemeinschaft vor, sie habe ihn und seine Familie bedroht, nachdem er ausgetreten sei und die palmarianisch-katholische Kirche öffentlich kritisiert hatte.